# La saga di Paperon de' Paperoni
La saga di Paperon de' Paperoni (The Life and Times of $crooge McDuck, oppure abbreviata LO$) è una saga a fumetti incentrata sul personaggio di Paperon de' Paperoni, realizzata dal fumettista statunitense Don Rosa. È stata pubblicata la prima volta in Danimarca dalla Egmont dal 1992 al 1994 sulla testata Anders And & Co. e successivamente in molti altri paesi del mondo come gli Stati Uniti d'America sulla testata Uncle Scrooge (1994-96).
Nella serie viene narrata la biografia di Paperon de' Paperoni fino al 1947, data del suo esordio nella prima storia col personaggio realizzata da Carl Barks. Le storie sono state successivamente raccolte e pubblicate in un unico volume. Don Rosa ha poi pubblicato ulteriori capitoli aggiuntivi, strettamente connessi con la storia di Zio Paperone. La storia segue i principali avvenimenti della vita di Paperon de' Paperoni dall'età di dieci anni, nel 1877 a Glasgow, fino al 1947 − anno della sua prima apparizione ufficiale. Nella saga sono presenti inoltre riferimenti a quasi tutte le storie di Carl Barks e fornisce anche informazioni sui luoghi e le origini di molti personaggi legati a Paperone.
Nel 1995 ha vinto il Premio Eisner come "Migliore Storia a Puntate". Il compositore finlandese Tuomas Holopainen ha pubblicato un album basato sul libro, dal titolo Music Inspired by the Life and Times of Scrooge. Don Rosa ha illustrato la copertina per l'album.

## Trama
Glasgow, 1877: Paperone ha dieci anni ed è uno degli ultimi membri della famiglia de' Paperoni, un tempo un famoso clan scozzese ormai in rovina. Per aiutare la famiglia, in ristrettezze economiche, è costretto fin da piccolo a lavorare come lustrascarpe per le vie della sua città natale; sarà proprio in quest'occasione che il giovane papero riuscirà ad entrare in possesso della famosa numero uno. Il decino è americano, quindi inutilizzabile in Scozia, ma sarà proprio questo a ispirare a Paperone una delle massime della sua vita, e cioè che dovrà dimostrarsi più astuto di chiunque cerchi di truffarlo, facendolo però sempre con onestà. La piccola truffa subita lo motiverà, ed in breve riuscirà a raccogliere quanto necessario per lasciare la terra natia, a soli tredici anni, per far rotta verso Louisville, negli Stati Uniti d'America, presso lo zio Angus "Manibuche" de' Paperoni. Da lì incomincerà un lungo percorso verso la ricerca della ricchezza che porterà il papero nei luoghi più disparati del globo: sarà capitano di un battello a vapore nel Mississippi, cowboy delle Terre Maledette, capitano del veliero Cutty Sark, cercatore d'oro nel Transvaal sudafricano, nel deserto d'Australia ed, infine, cercatore d'oro nel Klondike, dove riuscirà a trovare una pepita d'oro massiccio, che costituirà la base della sua futura ricchezza. Diventato finalmente ricco, il papero continuerà a girare il mondo per completare quella grande avventura che è la sua vita e per arricchirsi ancora di più.

## Storia editoriale

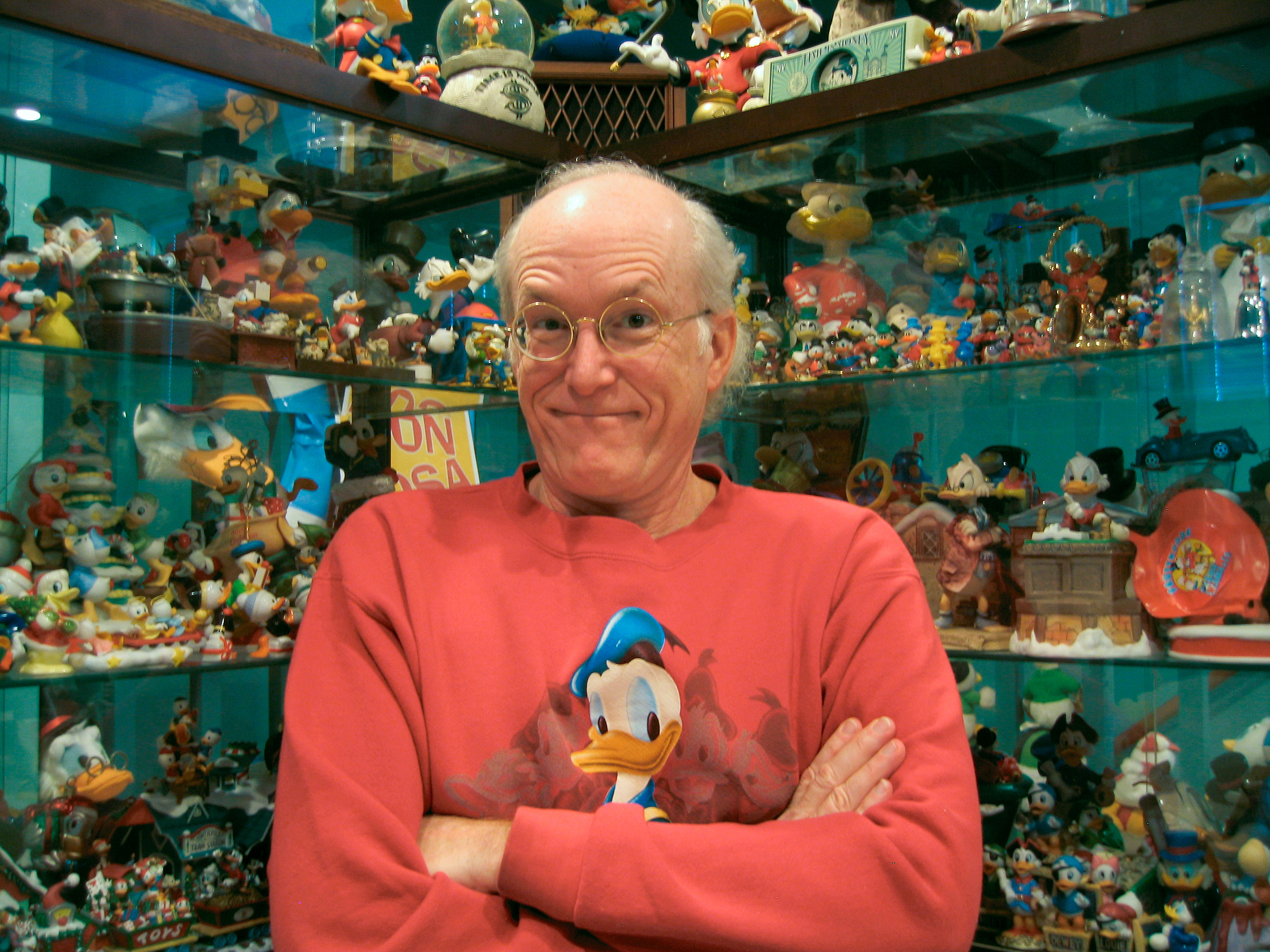
Don Rosa, autore de La saga di Paperon de' Paperoni.

Nel 1991 l'Egmont − casa editrice danese per la quale Don Rosa lavorava da circa un anno − commissionò all'autore statunitense la realizzazione de La saga di Paperon de' Paperoni, un tentativo di raccontare le origini del personaggio di Paperone, della sua proverbiale ricchezza e della sua maturità. La realizzazione dell'opera iniziò quello stesso anno e terminò due anni dopo, nel 1994.
La saga si compone di dodici capitoli, che narrano tutta la vita del personaggio, dall'infanzia all'età adulta, attraverso storie che narrano avventure intorno al mondo per le quali l'autore ha lavorato molti anni portando avanti un doppio studio di documentazione: da un lato avendo come basi le storie scritte da Carl Barks, dalle quali ha tratto quelli che egli ha definito i fatti barksiani, l'albero genealogico che aveva redatto negli anni cinquanta per suo uso nella realizzazione delle storie con i paperi oltre che le storie scritte da Vic Lockman, l'unico altro autore Disney impegnato a realizzare una storia coerente dei paperi; dall'altro lato un accurato lavoro di documentazione storica per evitare di commettere errori nelle datazioni o nelle indicazioni geografiche e rendere, così, coerente l'epopea del personaggio con la realtà storica le storie narrate.
La saga non si concluse con i dodici capitoli che la componevano ma venne ampliata da Don Rosa che realizzò nuove storie che, più o meno direttamente, si collegavano a quanto già narrato, arricchendola di particolari, eventi e personaggi, o approfondendo quelli narrati in precedenza e che non aveva potuto inserire nell'opera originale. I capitoli aggiunti da Don Rosa alla saga, pubblicati tra il 1995 e il 2006, sono sei e vengono classificati come capitolo 0, 3B, 6B, 8B, 8C, 10B. Il numero indica il capitolo canonico al capitolo aggiuntivo. Il racconto Decini e destini è classificato col numero zero poiché si intreccia col primo racconto della saga.
L'autore ha disseminato nella sua opera la sigla "D.U.C.K.", che non solo significa "papero" in inglese, ma è anche l'acronimo di Dedicated to Uncle Carl by Keno, ovvero "Dedicato allo zio Carl da Keno", dove Keno è il secondo nome di Rosa. La sigla è solitamente camuffata nel disegno molto dettagliato di Rosa. Tale dedica gli ha valso il soprannome The D.U.C.K.man, gioco di parole tra la sigla "D.U.C.K." e il soprannome di Barks The Duck Man ("L'uomo dei paperi").
Nel febbraio del 2023 la Walt Disney Company ha imposto il divieto mondiale di ristampare due storie di Don Rosa: Il cuore dell'impero (che nell'annuncio è indicato come Il papero più ricco del mondo) e Il sogno di una vita. La censura su questi capitoli è arrivata a causa della presenza del personaggio del Gongoro, uno zombie maledetto da uno stregone voodoo che ha il compito di dare la caccia a Paperone.

## Capitoli

### I capitoli originali
| N. | Capitolo                                        | Pagine                                        | Codice storia | Prima pubblicazione danese                   | Prima pubblicazione USA | Anno di ambientazione | D.U.C.K. |
| -- | ----------------------------------------------- | --------------------------------------------- | ------------- | -------------------------------------------- | ----------------------- | --------------------- | --- |
| 1  | L'ultimo del Clan de' Paperoni                  | 15                                            | D 91308       | Anders And & Co. n. B33 del 10 agosto 1992   | Uncle Scrooge #285      | 1877-1880             | Sul bordo inferiore della banconota in basso, quasi al centro della vignetta d'apertura del capitolo. |
| 2  | Il signore del Mississippi                      | 28                                            | D 91411       | Anders And & Co. n. B33 del 10 agosto 1992   | Uncle Scrooge #286      | 1880-1882             | Nella pipa disegnata sull'album di foto nella quadrupla d'apertura. |
| 3  | Il cowboy delle Terre Maledette                 | 15                                            | D 92008       | Anders And & Co. n. 45 del 2 novembre 1992   | Uncle Scrooge #287      | 1882-1883             | Nell'impugnatura della pistola, in apertura di capitolo. |
| 4  | Il re di Copper Hill                            | 15                                            | D 92083       | Anders And & Co. n. 2 dell'11 gennaio 1993   | Uncle Scrooge #288      | 1884-1885             | Il filamento della lampadina in apertura di capitolo. |
| 5  | Il nuovo proprietario del Castello de' Paperoni | 15                                            | D 92191       | Anders And & Co. n. 11 del 15 marzo 1993     | Uncle Scrooge #289      | 1885                  | Sulla parte piatta della mazza da golf, in caratteri allungati per simulare le scanalature di un ferro, nella quadrupla d'apertura. Inoltre la firma sull'assegno di 10.000 dollari che compare nella vignetta d'apertura è quella originale di Carl Barks. |
| 6  | Il terrore del Transvaal                        | 12                                            | D 92273       | Anders And & Co. n. 18 del 3 maggio 1993     | Uncle Scrooge #290      | 1886-1889             | Tra le pieghe del sacco a pelo nella prima foto a destra del titolo. |
| 7  | Il leggendario papero del deserto d'Australia   | 15                                            | D 92314       | Anders And & Co. n. 24 del 14 giugno 1993    | Uncle Scrooge #291      | 1896                  | Nelle penne di destra del didjeridoo, nascosto, nell'edizione italiana, dalla didascalia, più grande rispetto all'edizione originale. |
| 8  | L'argonauta del Fosso dell'Agonia Bianca        | 24                                            | D 92514       | Anders And & Co. n. 29 del 19 luglio 1993    | Uncle Scrooge #292      | 1896-1897             | Formato dalle pietre poco sopra il canale di scolo per l'acqua nella foto della concessione mineraria di Paperone. |
| 9  | Il miliardario di Colle Fosco                   | 15                                            | D 93121       | Anders And & Co. n. 45 dell'11 novembre 1993 | Uncle Scrooge #293      | 1902                  | Fra le righe del giornale (La Gazzetta del Klondike) nella quadrupla d'apertura. |
| 10 | L'invasore di Forte Paperopoli                  | 15                                            | D 93227       | Anders And & Co n. 10 del 10 marzo 1994      | Uncle Scrooge #294      | 1902-1903             | Nel lato del bigliettino amoroso di Quackmore ed Ortensia nella vignetta d'apertura. |
| 11 | Il cuore dell'impero                            | 24                                            | D 93288       | Anders And & Co. n. 15 del 14 aprile 1994    | Uncle Scrooge #295      | 1909-1930             | Su un pezzettino di carta che spunta dall'album dei ricordi nella vignetta d'apertura |
| 12 | Il papero più ricco del mondo                   | 16 (versione originale), 19 (versione estesa) | D 93488       | Anders And & Co. n. 22 del 2 giugno 1994     | Uncle Scrooge #296      | 1947                  | Due sono nascosti nella banconota in alto a destra nella quadrupla d'apertura al posto dei numeri di serie; il terzo in basso a sinistra sotto al ricordo tratto dalla Disfida dei dollari nella splash-page di chiusura.                                   |

### Le storie aggiuntive
| N.  | Capitolo                                    | Pagine | Codice storia | Prima pubblicazione danese                  | Prima pubblicazione USA                        | Anno di ambientazione | D.U.C.K. |
| --- | ------------------------------------------- | ------ | ------------- | ------------------------------------------- | ---------------------------------------------- | --------------------- | --- |
| 0   | Decini e destini                            | 15     | D 91249       |                                             | Uncle Scrooge #297                             | 1877                  | Visibile solo per metà, sul piede del tavolino su cui è collocata la boccia con il pesce, nella vignetta di apertura del capitolo.                                        |
| 3B  | Il capitano cow-boy del Cutty Sark          | 24     | D 98045       |                                             | Uncle Scrooge #318                             | 1883                  | Sul bordo del coperchio del baule, a destra dell'adesivo "New Orleans", in apertura di capitolo.                                                                          |
| 6B  | Il vigilante di Pizen Bluff                 | 24     | D 96089       | Anders And & Co. n. 52 del 27 dicembre 1996 | Uncle Scrooge #306                             | 1890                  | Si trova nella prima pagina, prima vignetta, nell'album di Paperone, al posto di una foto.                                                                                |
| 8B  | La prigioniera del fosso dell'agonia bianca | 33     | D 2005-061    |                                             | The Life and Times of Scrooge McDuck Companion | 1897                  | Sull'indicatore di profondità del deposito, in apertura di capitolo. |
| 8C  | Cuori dello Yukon                           | 24     | D 95044       |                                             | Walt Disney Giant #1                           | 1898                  | Si trova in un edificio nella prima vignetta, di fianco all'unico campanile, mimetizzato nella prima fila di finestre dall'alto.                                          |
| 10B | L'astuto papero del varco di Culebra        | 26     | F PM 01201    |                                             | Uncle Scrooge #332                             | 1906                  | Nella storia compaiono due dediche a Barks: nella prima vignetta appare il D.U.C.K. e Nell'ultima vignetta, nell'articolo del giornale, si cela la scritta C B 1901-2000. |

Altri quattro racconti di Don Rosa vengono a volte associati alla saga in quanto raccontano episodi in qualche modo legati ad essa, ma sono ambientati dopo l'ultimo episodio. I racconti in questione sono Zio Paperone e l'ultima slitta per Dawson, Il segreto dell'Olandese, Il sogno di una vita e Una lettera da casa.
| N.  | Capitolo                                  | Prima pubblicazione USA | Anno di ambientazione |
| --- | ----------------------------------------- | ----------------------- | --------------------- |
| 13A | Zio Paperone e l'ultima slitta per Dawson | Uncle Scrooge #5        | 1899                  |
| 13B | Il segreto dell'Olandese                  | Uncle Scrooge           |                       |
| 13C | Il sogno di una vita                      | Uncle Scrooge           |                       |
| 13D | Una lettera da casa                       | Uncle Scrooge           |                       |

## Cronologia della vita
Ecco di seguito la cronologia della vita di Paperon de' Paperoni basata sulla sua opera e dai dati raccolti dalle storie di Carl Barks:
- 1867: Paperone nasce a Glasgow in Scozia.
- 1877-1880: Paperone inizia l'attività di lustrascarpe e guadagna la Numero Uno, una moneta del valore di dieci centesimi americani, inutile in Scozia, che lo spronerà per il resto della sua vita ad essere "il più duro dei duri e il più furbo dei furbi". Nei tre anni successivi lavora duramente e prende infine la decisione di cercare la fortuna in America, imbarcandosi come mozzo su una nave-bestiame diretta a New Orleans.
- 1880-1882: Paperone arriva negli Stati Uniti, a Louisville, dove incontra suo zio Angus, un imprenditore dalla dubbia reputazione nel campo del trasporto fluviale su battello a vapore lungo il Mississippi. Paperone lo affianca nel tentativo di recuperare il tesoro perduto di una nave affondata affrontando nel corso dell'avventura la Banda Bassotti per la prima volta; in seguito lavorerà insieme allo zio come trasportatore.
- 1882-1884: Lo zio Angus si ritira dall'attività cedendo a Paperone il proprio battello a vapore per una cifra modesta. In seguito Paperone scoprirà che la generosità dello zio è dovuta alla crisi che il trasporto fluviale sta subendo a causa delle nascenti compagnie ferroviarie transcontinentali. Cercando fortuna ad ovest si reca nel Montana, dove trova lavoro come cowboy per il compatriota Murdo MacKenzie, un allevatore di bestiame. Durante uno dei suoi viaggi, il 27 agosto 1883 Paperone assieme a Cacciavite Pitagorico assiste all'eruzione del vulcano Krakatoa.
- 1884-1885: Le crescenti difficoltà che Murdo MacKenzie deve affrontare lo costringono a licenziare Paperone, che decide di diventare un minatore, stabilendosi a Butte, in Montana, dove spera di trovare argento. Il terreno è povero di metallo prezioso, tuttavia nasconde immense quantità di rame, il cui prezzo sta inaspettatamente e vertiginosamente crescendo per la sua applicazione nella crescente diffusione della corrente elettrica in tutta la nazione. Nonostante ciò, l'appezzamento di Paperone non è sufficiente a garantirgli la ricchezza che invece raggiungono i proprietari della miniera della Collina dell'Anaconda, Marcus Daly e Howard Rockerduck (padre del futuro rivale di Paperone, John D. Rockerduck). Sarà lo stesso Howard Rockerduck, un papero che ha realizzato la sua fortuna con le proprie mani e che vede in Paperone se stesso da giovane, a svelare al giovane scozzese un oscuro cavillo legale per cui avrebbe diritto alla concessione della Collina dell'Anaconda, che tuttavia è costretto a cedere per tornare in Scozia a causa di gravi problemi familiari.
- 1886-1889: Paperone viaggia in Sudafrica nella speranza di riuscire finalmente a raggiungere il successo come minatore, cercando ancora l'oro. Tuttavia la concentrazione di metallo prezioso è tale che la sua estrazione sia redditizia solo per le grandi compagnie minerarie, già arricchite dall'estrazione di diamanti. Nel corso della sua avventura farà il primo incontro col suo futuro rivale, il giovane e disonesto boero Cuordipietra Famedoro.
- 1889-1893: Paperone torna negli Stati Uniti in cerca d'oro, senza tuttavia avere fortuna. Nel corso della sua permanenza diventerà noto col nome di Veleno di Pizen Bluff.
- 1893-1896: Ancora una volta alla ricerca dell'oro, Paperone viaggia fino in Australia, senza tuttavia avere successo. Muore lo zio Jake.
- 1896-1899: Paperone arriva in Klondike, dove esplode la Corsa all'oro. La sua indomita tenacia, unita ad una vita di fallimenti ed importanti lezioni, gli conferisce una marcia in più rispetto agli altri scavatori. Per primo, affronta il Ghiacciaio Collo d'Alce dove risiede un mostro che terrorizza i minatori (e che si rivelerà essere un mammuth morto ma preservato integro dalla gelida temperatura ambientale), unico accesso alla Valle dell'Agonia Bianca, dove trova un ricco giacimento d'oro. Nel corso dell'avventura avrà la sfortuna di imbattersi in Soapy Slick, uno strozzino opportunista dei cui soldi ha però bisogno per acquistare gli attrezzi necessari. Conosce inoltre Doretta Doremì, con cui avrà un rapporto controverso e che è riconosciuta come la sua unica vera fiamma.
- 1897: La madre di Paperone muore a 57 anni.
- 1899-1902: Paperone diventa milionario ed espande il suo giro d'affari, compra una banca e fonda diverse imprese.
- 1902: Diventa miliardario e ritorna in Scozia per stabilirvisi. Tuttavia si rende conto di aver perso il contatto con la sua terra natia e decide di portare la sua famiglia con sé in America, il posto che ormai ritiene la sua vera patria. Solo le sorelle accettano di seguirlo a Paperopoli, dove aveva comprato un piccolo appezzamento anni prima, mentre il padre Fergus decide restare a Colle Fosco affermando di essere troppo vecchio per stabilirsi in un altro paese; durante la notte precedente la partenza della sua famiglia, Fergus muore, all'età di 67 anni.
- 1909: Nel corso di un viaggio d'affari in Africa, le sorelle si rendono conto di quanto loro fratello sia cambiato, inasprito da una vita di stenti e fallimenti. In un episodio di eccezionale crudeltà, Paperone fa bruciare un villaggio come ritorsione per il loro rifiuto di concedergli lo sfruttamento minerario della zona. Pur rimanendo un'eccezione nella vita del papero più ricco del mondo, l'evento spingerà le sorelle a tornare a Paperopoli e perseguiterà Paperone per molti anni (anche letteralmente, sotto le spoglie di un Gongoro, una sorta di zombi nato dal maleficio del capo del villaggio distrutto da Paperone).
- 1909-1930: Mentre le sorelle rimangono a Paperopoli gestendo il lavoro d'ufficio dei numerosi affari di Paperone, egli, nel tentativo di ricongiungersi e riappacificarsi con le sorelle, viaggia a lungo, fino al punto da compiere tante deviazioni (in nome del profitto) da dimenticarsi completamente delle sue mancanze come fratello. L'ossessione di diventare il papero più ricco del mondo lo spinge a compiere imprese memorabili e concludere affari eccezionali, al pesante prezzo di perdere di mira l'iniziale intento del suo viaggio.
- 1930: Paperone raggiunge finalmente il suo obiettivo e risulta essere il papero più ricco del pianeta. Il suo deposito trabocca di monete d'oro e ogni genere di tesori. Il papero, sempre più burbero e aspro, fa il suo atteso ritorno a Paperopoli, che grazie ai suoi investimenti è ora una rigogliosa metropoli. Un ulteriore, violento litigio con le sorelle lo allontana definitivamente dalla famiglia.
- 1942: Paperone, persa la sua proverbiale vitalità, decide all'età di 75 anni di ritirarsi dagli affari e di chiudere tutte le sue imprese, depresso e convinto che nessuno sia degno di ereditare le sue ricchezze.
- 1947: Paperone decide di conoscere Paperino, figlio di sua sorella Ortensia, e i suoi nipoti, Qui, Quo e Qua. Nel mostrare l'immensa fortuna che ancora oggi giace nei tre ettari cubici del suo deposito (e che i media ritenevano una leggenda metropolitana) ai nipoti, la espone alla Banda Bassotti. Saranno i piccoli Qui, Quo e Qua a spronare il decrepito zio Paperone a ritrovare l'energia di un tempo. Con la sua ritrovata vitalità, il papero salva la sua famiglia e in essa trova una nuova ragione per tornare il papero attivo e audace di un tempo.
- 1967: Secondo la linea temporale non ufficiale di Don Rosa, Paperone muore all'età di 100 anni dopo una vita di avventure.[8][9]

## Edizioni

### Edizioni internazionali
Pubblicata in prima edizione in Danimarca (Anders And & Co., 10 agosto 1992) e Norvegia (Donald Duck & Co, 20 ottobre 1992), l'opera venne pubblicata in tutto il mondo come in Germania (Micky Maus, 19 agosto 1993, e sul volume Don Rosa: Onkel Dagobert - Sein Leben, seine Milliarden del dicembre 2003), Francia (Picsou Magazine hors-série, aprile 1998), Spagna (Ole Disney, novembre 1996) e in altri paesi europei, ed anche in Brasile (40 Anos da Revista Tio Patinhas, giugno 2003) e negli Stati Uniti, sulla rivista Uncle Scrooge tra l'aprile del 1994 ed il febbraio del 1996.

### Edizioni italiane
In Italia venne proposta sul mensile Zio Paperone a partire dal n. 70 del 1995 fino al n. 81 del 1996. Nel novembre del 1997, in occasione dei 50 anni del personaggio, l'intera opera viene raccolta nel volume Zio Paperone - Progetto D.U.C.K.. Nel giugno del 2000 viene pubblicato Paper Dinastia (Super Disney n.17) che raccoglie i 12 capitoli regolari, 4 dei 6 capitoli aggiuntivi e 2 storie collegate alla saga (Zio Paperone e l'ultima slitta per Dawson e Il segreto dell'Olandese). Nel 2004 la Repubblica, nella collana I classici del fumetto Serie Oro, raccoglie i 12 capitoli regolari e 5 dei 6 aggiuntivi (il volume risale a prima della pubblicazione de La prigioniera del fosso dell'Agonia Bianca., il cap. 8 bis nel 2006) in un volume dal titolo Zio Paperone & Co. - La dinastia dei paperi. Nel 2016 una nuova edizione italiana, revisionata dallo stesso Don Rosa, è pubblicata dalla Panini Comics nei primi due volumi della collana Tesori International: il primo, uscito (anche con cover variant) a fine aprile e in anteprima al Napoli Comicon che ospitava l'autore, contiene i 12 capitoli regolari; mentre il secondo, uscito a fine giugno, contiene i 6 capitoli aggiuntivi - in ordine cronologico - e due delle storie collegate alla saga, Zio Paperone e l'ultima slitta per Dawson e Il sogno di una vita.
| Capitolo | Prima pubblicazione                   | Ristampe              | Ristampe                                         | Ristampe                         | Ristampe                                                 | Ristampe                                 | Ristampe                               | Ristampe                                    | Ristampe |
| Capitolo | Zio Paperone Progetto D.U.C.K. (1997) | Paper Dinastia (2000) | Zio Paperone & Co. La dinastia dei paperi (2004) | Tesori International (2016-2017) | The Don Rosa Library Zio Paperone & Paperino (2017-2019) | The Don Rosa Library De Luxe (2019-2022) | La $aga di Paperon de' Paperoni (2020) | La $aga di Paperon de' Paperoni (2022-2023) |          |
| -------- | ------------------------------------- | --------------------- | ------------------------------------------------ | -------------------------------- | -------------------------------------------------------- | ---------------------------------------- | -------------------------------------- | ------------------------------------------- | -------- |
| 1        | Zio Paperone n. 70 (luglio 1995)      |                       |                                                  |                                  | Volume 1                                                 | Volume 7                                 | Volume 4                               |                                             | Volume 1 |
| 2        | Zio Paperone n. 71 (agosto 1995)      |                       |                                                  |                                  | Volume 1                                                 | Volume 7                                 | Volume 4                               |                                             | Volume 1 |
| 3        | Zio Paperone n. 72 (settembre 1995)   |                       |                                                  |                                  | Volume 1                                                 | Volume 7                                 | Volume 4                               |                                             | Volume 1 |
| 4        | Zio Paperone n. 73 (ottobre 1995)     |                       |                                                  |                                  | Volume 1                                                 | Volume 8                                 | Volume 4                               |                                             | Volume 1 |
| 5        | Zio Paperone n. 74 (novembre 1995)    |                       |                                                  |                                  | Volume 1                                                 | Volume 8                                 | Volume 4                               |                                             | Volume 1 |
| 6        | Zio Paperone n. 75 (dicembre 1995)    |                       |                                                  |                                  | Volume 1                                                 | Volume 8                                 | Volume 4                               |                                             | Volume 1 |
| 7        | Zio Paperone n. 76 (gennaio 1996)     |                       |                                                  |                                  | Volume 1                                                 | Volume 8                                 | Volume 4                               |                                             | Volume 1 |
| 8        | Zio Paperone n. 77 (febbraio 1996)    |                       |                                                  |                                  | Volume 1                                                 | Volume 9                                 | Volume 5                               |                                             | Volume 1 |
| 9        | Zio Paperone n. 78 (marzo 1996)       |                       |                                                  |                                  | Volume 1                                                 | Volume 9                                 | Volume 5                               |                                             | Volume 1 |
| 10       | Zio Paperone n. 79 (aprile 1996)      |                       |                                                  |                                  | Volume 1                                                 | Volume 10                                | Volume 5                               |                                             | Volume 1 |
| 11       | Zio Paperone n. 80 (maggio 1996)      |                       |                                                  |                                  | Volume 1                                                 | Volume 10                                | Volume 5                               |                                             | Volume 1 |
| 12       | Zio Paperone n. 81 (giugno 1996)      |                       |                                                  |                                  | Volume 1                                                 | Volume 10                                | Volume 5                               |                                             | Volume 1 |
| 0        | Zio Paperone n. 82 (luglio 1996)      |                       |                                                  |                                  | Volume 2                                                 | Volume 7                                 | Volume 4                               |                                             | Volume 2 |
| 6B       | Zio Paperone n. 103 (aprile 1998)     |                       |                                                  |                                  | Volume 2                                                 | Volume 13                                | Volume 7                               |                                             | Volume 2 |
| 8C       | Zio Paperone n. 118 (luglio 1999)     |                       |                                                  |                                  | Volume 2                                                 | Volume 12                                | Volume 6                               |                                             | Volume 2 |
| 3B       | Zio Paperone n. 122 (novembre 1999)   |                       |                                                  |                                  | Volume 2                                                 | Volume 15                                | Volume 8                               |                                             | Volume 2 |
| 10B      | Zio Paperone n. 148 (gennaio 2002)    |                       |                                                  |                                  | Volume 2                                                 | Volume 17                                | Volume 9                               |                                             | Volume 2 |
| 8B       | Zio Paperone n. 206 (dicembre 2006)   |                       |                                                  |                                  | Volume 2                                                 | Volume 20                                | Volume 10                              |                                             | Volume 2 |
| 13A      | Zio Paperone n. 94 (luglio 1997)      |                       |                                                  |                                  | Volume 2                                                 | Volume 2                                 | Volume 1                               |                                             | Volume 2 |
| 13B      | Zio Paperone n. 123 (dicembre 1999)   |                       |                                                  |                                  |                                                          | Volume 16                                | Volume 8                               |                                             | Volume 2 |
| 13C      | Zio Paperone n. 172 (gennaio 2004)    |                       |                                                  |                                  | Volume 2                                                 | Volume 19                                | Volume 10                              |                                             | Volume 2 |
| 13D      | Zio Paperone n. 181 (ottobre 2004)    |                       |                                                  |                                  |                                                          | Volume 19                                | Volume 10                              |                                             | Volume 2 |

## Riferimenti storici e ispirazioni
- Molti personaggi storici sono comparsi nella saga, tra cui Murdo MacKenzie, Theodore Roosevelt, Jesse e Frank James, Jack London, il colonnello Sam Steele, Phineas Taylor Barnum, Geronimo, Buffalo Bill, Wyatt Earp, Annie Oakley, Banda Dalton, Marcus Daly, John Jacob Astor IV e Nicola II di Russia. Il personaggio del disonesto usuraio Soapy Slick, apparso nella saga nel capitolo L'argonauta del Fosso dell'Agonia Bianca, è ispirato al criminale statunitense Soapy Smith.
- In Il capitano cow-boy del Cutty Sark ci sono diversi riferimenti a cose ed eventi realmente accaduti: il Cutty Sark è un veliero realmente esistito, così come è altrettanto vero che il 27 agosto 1883 il vulcano Krakatoa eruttò provocando il suono più potente udito al mondo.[11][12]
- Al centro della trama dell'ottavo capitolo (L'argonauta del Fosso dell'Agonia Bianca) c'è la corsa all'oro del Klondike, evento realmente accaduto negli Stati Uniti tra il 1896 e il 1899.
- Nell'undicesimo capitolo (Il cuore dell'impero) Paperone è uno dei passeggeri a bordo dell'RMS Titanic, transatlantico affondato in seguito all'impatto con un iceberg nella notte del 15 aprile 1912.
- La storia di Paperon de' Paperoni narrata da Don Rosa è ispirata a quella di Charles Kane raccontata nel film Quarto potere di Orson Welles. In particolare, l'incipit del film è ripreso nell'inizio dell'ultimo capitolo della saga, in cui i protagonisti si ritrovano, ormai anziani nel luogo di ritiro, con una sfera di neve in mano, mentre pronunciano un nome che ricorda la loro giovinezza perduta: "Doretta" nel caso di Paperon de' Paperoni, "Rosabella" ("Rosebud" nella versione originale) nel caso di Kane.